# 三宅豊
三宅 豊（みやけ ゆたか、1951年11月25日 - ）は、群馬県安中市出身の男子ソフトボール選手。日本選手権・国体等で22回の優勝を果たす。アジア選手権2回、世界選手権4回出場。現在、日本ソフトボール協会会長。日本ソフトボール協会選手強化副本部長・技術委員長、群馬県ソフトボール協会副会長を務めた。日本にウィンドミル投法を初めて導入し、トッププレーヤーとして活躍した。群馬県新島学園高等学校、日本体育大学卒業。

## 略歴
- 1967年 - 新島学園高等学校入学後に岡賢の指導を受け、ソフトボールを開始
- 1969年 - 全国高校選手権で優勝
- 1971年 - 日本体育大学在学時のインカレで優勝（73年まで3連覇）
- 1974年 - 日体大卒業後新島学園高校教員
- 1977年 - 国体で優勝（79年まで3連覇）
- 1980年 - 全日本教員大会V10を達成
- 1985年 - アジア選手権で優勝
- 1993年 - 現役引退。通算171勝26敗、終身防御率は0.463
- 2005年 - 国際ソフトボール連盟殿堂入り。日本人選手で初の栄誉となる。
- 2021年 - 日本ソフトボール協会会長
- 2024年 - 旭日双光章受章[3]

## トピックス
- 山際淳司の小説『回れ、風車』のモデルになった
- ソフトボールのオリンピック除外問題では復帰に向けて奔走した。